# Ludwig Winkler (Politiker)
Ludwig Winkler (* 8. November 1937 in Erdweis) ist ein ehemaliger österreichischer Politiker (SPÖ) und Amtsstellenleiter der Kammer für Arbeiter und Angestellte Niederösterreich. Er war von 1987 bis 1993 Abgeordneter zum Landtag von Niederösterreich.
Winkler besuchte nach dem Abschluss der Pflichtschule die Fachschule für Textilgewerbe und war in der Folge als Webmeister beschäftigt. 1980 trat er in den Dienst der Arbeiterkammer Niederösterreich und stieg 1981 zum Bezirksstellenleiter auf. Zwischen 1986 und 1990 sowie von 2005 bis 2010 engagierte sich Winkler als Gemeinderat in Horn (Niederösterreich), zudem rückte er am 7. November 1985 für Franz Fürst in den Niederösterreichischen Landtag nach, dem er bis zum 7. Juni 1993 angehörte. 